# Baie de l'À-Pic
La baie de l'À-Pic est une baie située au large de la Grande Terre, l'île principale des îles Kerguelen, à l'extrémité sud-est de la presqu'île Jeanne d'Arc, dans les Terres australes et antarctiques françaises dans l'océan Indien.

## Géographie

### Caractéristiques
La baie de l'À-Pic est située à l'extrémité sud-est de la presqu'île Jeanne d'Arc, entre le cap George à l'est et l'anse de l'Antarctic à l'ouest.
Large de 4,8 km au maximum, la baie pénètre sur 1,9 km dans la presqu'île pour environ 5 km2 de superficie totale. Elle ouvre au sud sur l'océan Indien. Elle est dominée au nord par le plateau des Hauts de Hurlevent et au nord-ouest par le mont Ferguson (574 m).

### Toponymie
Le nom de la baie est attribué en 1966 par le géographe H. de Corbiac – et confirmée 1967 par la commission de toponymie des îles Kerguelen – en raison de la topographie de ses falaises abruptes et de la présence ancienne d'une station d'étude à proximité du vide, à la côte 493 m.